# Diccionario del habla del Rincón de Ademuz
El Diccionario del habla del Rincón de Ademuz es una obra lexicográfica publicada en 2016 por la Universidad Nacional de Educación a Distancia (UNED). Este diccionario recopila y documenta el vocabulario característico del español hablado en la comarca del Rincón de Ademuz, situada en la Comunidad Valenciana, en un área de intersección lingüística entre Aragón, Valencia y Castilla. La obra recoge términos y expresiones propios de esta región, reflejando influencias aragonesas y valencianas.

## Propósito
El diccionario recoge términos y expresiones específicos de la comarca del Rincón de Ademuz, basándose en fuentes orales y escritas en castellano. Su objetivo es contribuir a la preservación y documentación de dialectos regionales del castellano, proporcionando un recurso útil para estudios de lexicografía y dialectología regional.

## Contexto
Debido a su aislamiento geográfico, el Rincón de Ademuz ha mantenido ciertas particularidades lingüísticas en el uso del castellano, reflejando influencias tanto aragonesas como valencianas. El diccionario documenta este léxico particular, que refleja influencias del castellano churro y de otras lenguas circundantes, proporcionando material para estudios sobre la lengua y la cultura regional.

## Contribución
El Diccionario del habla del Rincón de Ademuz ha sido citado en publicaciones especializadas en dialectología y lexicografía regional, como la revista Ababol, donde se destaca su contribución a la documentación de variedades dialectales en áreas rurales y aisladas. El diccionario documenta términos y expresiones locales del Rincón de Ademuz y puede ser utilizado en estudios sobre hablas minoritarias.
La obra fue publicada por la Universidad Nacional de Educación a Distancia (UNED) y está disponible para estudios lingüísticos y culturales sobre la comarca. Asimismo, la obra también ha sido mencionada en estudios de léxicos regionales por la Asociación Colegial de Escritores de España (ACE).

## Confección
El enfoque del diccionario es semasiológico, lo que significa que define cada término según su categoría gramatical (sustantivo, adjetivo, verbo, etc.), incluyendo también sinónimos y explicaciones sobre el origen y el uso de las palabras.
La obra incluye un apartado titulado “Más informaciones”, que aporta aclaraciones y contextos adicionales para ciertos términos, basándose en investigaciones realizadas en la comarca. Este apartado detalla el uso del léxico en la vida cotidiana del Rincón de Ademuz.

## Publicación
El libro fue presentado al público en la Caseta de la Uned en abril de 2016.